# Wilfried Kürschner
Wilfried Kürschner (* 8. April 1945 in Lichterfeld, Niederlausitz) ist ein deutscher Sprachwissenschaftler und ehemaliger Hochschullehrer.

## Leben und Wirken
Nach Erlangung der Hochschulreife 1965 am Helmholtz-Gymnasium in Dortmund studierte Kürschner die Fächer Germanistik und Anglistik im Studiengang Lehramt an Gymnasien in Tübingen sowie Newcastle upon Tyne und legte 1970 das Erste Staatsexamen ab. 1973 wurde er in Tübingen bei Otmar Werner mit der Dissertation „Zur syntaktischen Beschreibung deutscher Nominalkomposita“ promoviert. Er war Wissenschaftlicher Assistent am Lehrstuhl Werner, zunächst von 1973 bis 1975 am Deutschen Seminar der Universität Tübingen, danach von 1975 bis 1980 an der Abteilung für Vergleichende Germanische Philologie und Skandinavistik im Deutschen Seminar der Universität Freiburg i. Br. 1979/80 habilitierte er sich, wiederum bei Otmar Werner, in Freiburg i. Br. mit einer Arbeit über die Negation im Deutschen und wurde zum Privatdozenten mit der Venia Legendi für das Fach Germanische Philologie ernannt. Von 1980 bis 2010 war er Professor (C 4) für Allgemeine Sprachwissenschaft und Germanistische Linguistik an der Universität Osnabrück, Abteilung/Standort Vechta, ab 1995 Hochschule Vechta, seit 2010 Universität Vechta; 2010 erfolgte die Emeritierung.
Von 2003 bis 2009 war Kürschner Direktor des Instituts für Anglistik und Germanistik. An der Universität in Vechta war er insbesondere für Lehramts- und Magisterstudenten mit dem Fach Deutsch/Germanistik zuständig. Daneben war er von 1994 bis 2010 Prüfungsamtsbeauftragter für die Lehramtsstudiengänge. In den Jahren 1982/83, 1994 bis 1996 und 1997 war Kürschner Dekan des Fachbereichs Sprachen, Kunst, Musik bzw. Geistes-, Kultur- und Sozialwissenschaften sowie 1997/98 Rektor der Hochschule Vechta.
Kürschners wissenschaftliche Schwerpunkte sind Grammatik und speziell Orthographie des Deutschen, Geschichte der Sprachwissenschaft sowie Sprache und Sprachwissenschaft in der Öffentlichkeit. Seit 1995 ist er Mitherausgeber der Forschungsausgabe der Werke von Jacob Grimm und Wilhelm Grimm; er betreute die Grimm-Teile des Deutschen Wörterbuchs (Bd. 40, 41, 42.1, 42.2) redaktionell. Bedeutung erlangte Kürschner auch als Herausgeber des Linguisten-Handbuchs. Bundesweit bekannt wurde Kürschner mit seinem „Mini-Latinum“, das er für Germanistikstudenten entwickelte, weil deren Grammatikkenntnisse seiner Meinung nach durch Einblicke in die Grammatik des Lateinischen (und des Griechischen) erweitert werden können.

## Mitgliedschaften
- Ost-West-Gesellschaft für Sprach- und Kulturforschung, 2. Vorsitzender (2000–2020)
- Internationales Organisationskomitee für das Linguistische Kolloquium (seit 1997)

## Auszeichnung
- Ehrengabe des Heimatbundes für das Oldenburger Münsterland (2019)

## Privates
Kürschner ist verheiratet und hat zwei Kinder: Sebastian Kürschner und Katrin Reich geb. Kürschner. Er lebt in Vechta.

## Veröffentlichungen (Auswahl)
- Plattdeutsches Wörterbuch für das Oldenburger Münsterland. Autoren: Maria Blömer, Bernhard Grieshop, Alfred Kuhlmann, Wilhelm Thien, Kerstin Ummen; wissenschaftliche Begleitung: Wilfried Kürschner. Heimatbund für das Oldenburger Münsterland, Cloppenburg 2020, ISBN 978-3-941073-29-6.
- Grammatisches Kompendium. Systematisches Verzeichnis grammatischer Grundbegriffe (= UTB. 1526). 1989, 2. Auflage 1993, 3. Auflage 1997, 4. Auflage 2003, 5. Auflage 2005, 6. Auflage 2008, 7., überarbeitete und erweiterte Auflage, durchgesehen von Sebastian Kürschner. Francke, Tübingen 2017, ISBN 978-3-8252-4693-8, e ISBN 978-3-8385-4693-3.
- Taschenbuch Linguistik. Ein Studienbegleiter für Germanisten. 1994, 2. Auflage 2003, 3. Auflage 2007. E. Schmidt, Berlin, ISBN 978-3-503-09814-9.
- Neue Rechtschreibung kompakt. Systematische Übersicht über die Neuerungen der Orthografiereform. Wortindex mit Variantenführer bei Doppelschreibungen. Plaggenborg, Vechta 2001, ISBN 3-929358-61-1.
- Linguisten-Handbuch. Biographische und bibliographische Daten deutschsprachiger Sprachwissenschaftler der Gegenwart. 2 Bände. Narr, Tübingen 1994, ISBN 3-8233-5000-5.
- Studien zur Negation im Deutschen. Narr/Stauffenburg, Tübingen 1983, ISBN 3-87808-812-4.
- Zur syntaktischen Beschreibung deutscher Nominalkomposita. Niemeyer, Tübingen 1974. Reprint De Gruyter, Berlin 2010, ISBN 978-3-484-10207-1.
- Mein Sprachleben. In: Studia germanica gedansia. Gdańsk 2018, Nr. 39, S. 304–336. (Digititalisat) – Mit zahlreichen autobiographischen Hinweisen.

## Festschrift
- Abraham P. ten Cate, Reinhard Rapp, Jürg Strässler, Maurice Vliegen, Heinrich Weber (Hrsg.): Grammatik – Praxis – Geschichte. Festschrift für Wilfried Kürschner. Narr, Tübingen 2010, ISBN 978-3-8233-6604-1.